# Francis Bay
Francis Bay, Frans Bayest, född 27 december 1914 i Rijkevorsel, Belgien, död 25 april 2005 i Bonheiden, Belgien, belgisk musiker och orkesterledare. Bl.a dirigerade han Belgien i Eurovisionslagerfestivalen 1959, 1961, 1963, 1967, 1969, 1971, 1973, 1975 och 1979. Han hade några hit i början av 1960-talet som Manhattan Spiritual och In the Mood.